# Bistum Uvira
Das Bistum Uvira (lat.: Dioecesis Uviraensis, frz.: Diocèse d’Uvira) ist eine in der Demokratischen Republik Kongo gelegene römisch-katholische Diözese mit Sitz in Uvira.

## Geschichte
Das Bistum Uvira wurde am 16. April 1962 durch Papst Johannes XXIII. mit der Apostolischen Konstitution Sollemnis Dei aus Gebietsabtretungen des Erzbistums Bukavu und des Bistums Kasongo errichtet und dem Erzbistum Bukavu als Suffraganbistum unterstellt.

## Bischöfe von Uvira
- Danilo Catarzi SX, 1962–1981
- Léonard Dhejju, 1981–1984, dann Bischof von Bunia
- Jérôme Gapangwa Nteziryayo, 1985–2002
- Jean-Pierre Tafunga Mbayo SDB, 2002–2008, dann Koadjutorerzbischof von Lubumbashi
- Sébastien Muyengo Mulombe, seit 2013